# 约翰·拉岑贝格尔
约翰·德茲索·拉岑贝格尔（英語：John Dezso Ratzenberger，1947年4月6日—），美国演员，代表作为喜劇电视影集《欢乐酒店》中飾演的克里夫·克萊文一角，在皮克斯至今的所有動畫電影中都有其配音的角色。

## 演出作品

### 電影
約翰·雷森伯格為每一部皮克斯製作的動畫電影配音演出，已成為皮克斯系列作品的一貫公式之一。
- 《玩具总动员》系列：火腿
- 《蟲蟲危機》：跳蚤團長
- 《怪獸電力公司》：雪怪
- 《海底总动员》：一群月魚
- 《超人特攻隊》系列：採礦大師
- 《汽車總動員》系列：麥大叔
- 《料理鼠王》：穆塔法
- 《瓦力》：約翰
- 《天外奇蹟》：建築工人
- 《勇敢傳說》：戈登
- 《腦筋急轉彎》：阿費
- 《恐龍當家》：艾爾
- 《海底总动员2：多莉去哪儿》：比爾
- 《可可夜總會》：胡安
- 《开运奇遇记》：鲁蒂

### 电视
- 《欢乐酒店》
- 《怪獸職場求生記》：雪怪